# Mujeres Libres (periòdic)
Mujeres Libres és el títol de l'òrgan de premsa de l'organització anarquista espanyola Mujeres Libres.
S'edità a Barcelona entre 1936 i 1938. Era d'orientació cultural i anarcofeminista; defensava la col·lectivització durant la Revolució social espanyola de 1936. Hi col·laboraven Amparo Poch y Gascón, Frederica Montseny, Emma Goldman, Lucía Sánchez Saornil, Mercè Comaposada i Guillén, Mary Giménez, Carmen Conde, etc. Un total de 13 números editats.
Entre 1964 i 1976 s'edità a l'exili a Londres, Montadin i Capestanh, per Suceso Portales i Sara Guillén. Hi col·laboraven Lola Iturbe, Tomás Cano, Violeta Olaya i altres. Entre les fotògrafes, Kati Horna.
Entre 1977 i 1978 s'edità novament a Barcelona.